# Libertas Trogylos Basket 2005-2006
La stagione 2005-2006 della Libertas Trogylos Basket è stata la ventesima consecutiva disputata in Serie A1 femminile.

## Stagione
La società siracusana si è classificata al secondo posto nella massima serie e ha partecipato ai play-off per lo scudetto. Ha eliminato Maddaloni e Faenza, poi ha perso 3-2 la finale contro Schio.

## Rosa
| Giocatrici |
| ---------- |

| N° | Naz.               | Ruolo | Sportivo            | Anno | Alt. |  |
| -- | ------------------ | ----- | ------------------- | ---- | ---- |  |
| 5  | Italia (bandiera)  | PG    | Susanna Bonfiglio   | 1974 | 178  |  |
| 7  | Francia (bandiera) | GA    | Sabrina Palie       | 1981 | 180  |  |
| 9  | Italia (bandiera)  | P     | Angela Gianolla     | 1980 | 170  |  |
| 10 | Malta (bandiera)   | A     | Josephine Grima     | 1984 | 190  |  |
| 11 | Cuba (bandiera)    | A     | Tania Seino         | 1973 | 186  |  |
| 12 | Italia (bandiera)  | G     | Beatrice Sciacca    | 1983 | 175  |  |
| 13 | Romania (bandiera) | C     | Florina Pașcalău    | 1982 | 193  |  |
| 15 | Italia (bandiera)  | A     | Roberta Meneghel    | 1977 | 182  |  |
|    | Italia (bandiera)  |       | Valentina Bonfiglio | 1979 |      |  |

| Staff tecnico             |
| ------------------------- |
| Allenatore: Santino Coppa |

| Giocatrici acquisite a stagione in corso |
| ---------------------------------------- |

| N° | Naz.                 | Ruolo | Sportivo                       | Anno | Alt. |  |
| -- | -------------------- | ----- | ------------------------------ | ---- | ---- |  |
| 6  | Argentina (bandiera) | P     | Vanesa Avaro (dal 20 gennaio)  | 1972 | 176  |  |
| 8  | Italia (bandiera)    | P     | Clizia Miceli (dal 20 gennaio) | 1987 | 166  |  |

| Giocatrici cedute a stagione in corso |
| ------------------------------------- |

| N° | Naz.              | Ruolo | Sportivo                       | Anno | Alt. |  |
| -- | ----------------- | ----- | ------------------------------ | ---- | ---- |  |
|    | Italia (bandiera) | P     | Roberta Colico (al 16 gennaio) | 1979 | 165  |  |
|    | Italia (bandiera) | PG    | Elisa Bonaldo (al 16 gennaio)  | 1981 | 170  |  |

Scheda su LegABasketFemminile.it